# Lee Konitz

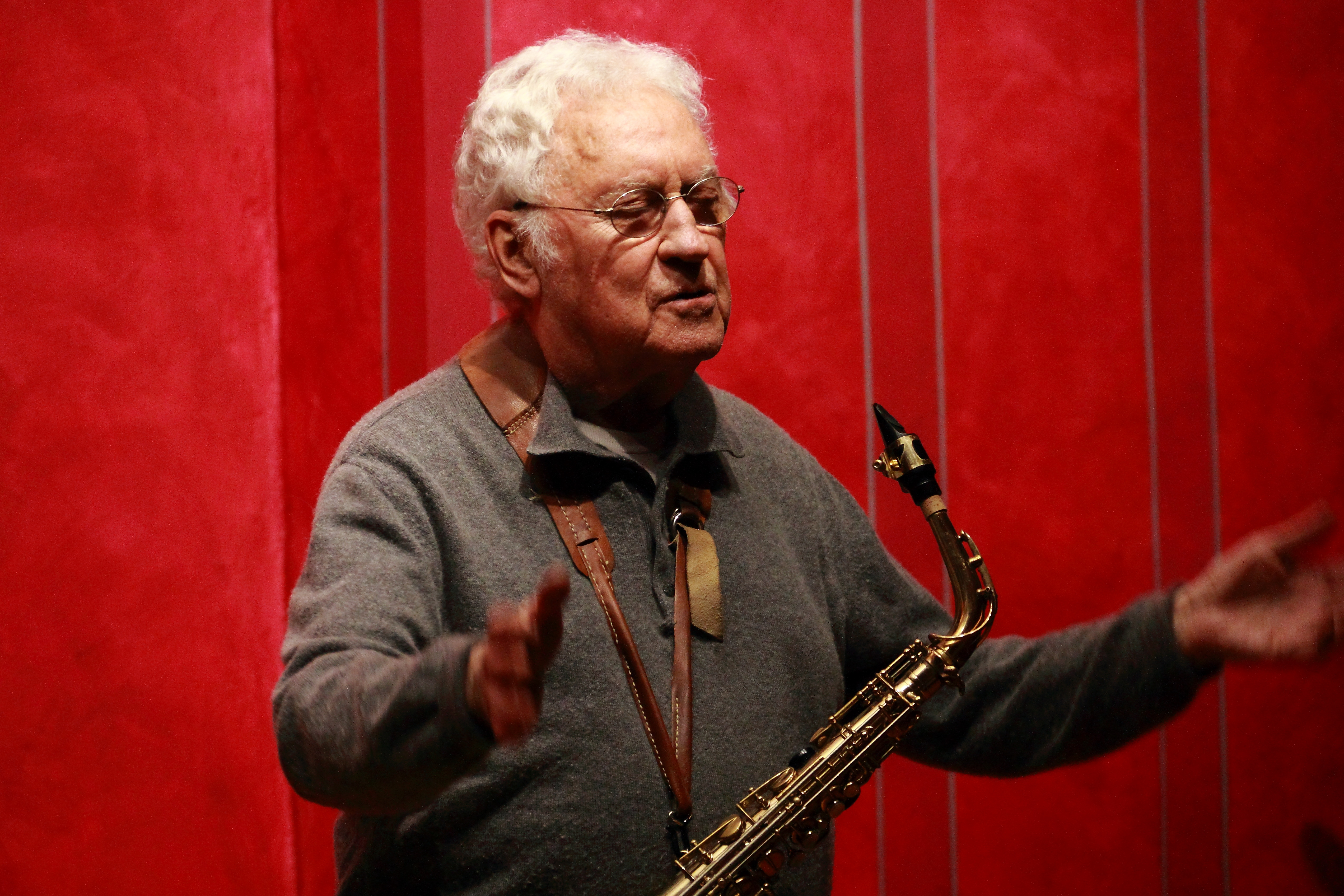
Lee Konitz (2015)

Lee Konitz (* 13. Oktober 1927 in Chicago, Illinois, USA; † 15. April 2020 in Greenwich Village, New York) war ein Saxophonist des Modern Jazz. Auf seinem Hauptinstrument, dem Altsaxophon, stellte er am Ende der 1940er Jahre den einzigen originären Beitrag neben Charlie Parker dar und zugleich beginnend mit seiner ersten Einspielung von Subconscious-Lee „den wichtigsten neuen Einfluss nach diesem“. In seiner motivischen Arbeit erreichte die Soloimprovisation Martin Kunzler zufolge „einen ästhetischen und inhaltlichen Höhepunkt.“ Mit seiner linearen Spielhaltung prägte der neben Lennie Tristano „bedeutendste Cool-Innovator“ Musiker wie Paul Desmond oder Bill Evans ebenso wie Hans Koller und Albert Mangelsdorff und schließlich sogar Avantgardisten wie Anthony Braxton.

## Leben und Wirken
Konitz kaufte 1938 eine Klarinette und eine Selbstunterrichtungsmethode, dann 1939 ein Tenorsaxophon. Er war zunächst als Altsaxophonist bei Teddy Powell und Jerry Wald tätig, bevor er zwei Jahre das Roosevelt College besuchte. Seine ersten Aufnahmen machte Konitz 1947 und 1948 mit Claude Thornhill.
Mit 21 Jahren war er in New York Mitglied im berühmten Miles Davis/Gil Evans-Nonett, das an den Plattensessions von Birth of the Cool beteiligt war. Diese Aufnahmen (1949–50) sind einer der Ursprünge des Cool Jazz. Die Mitgliedschaft in dieser Band zeichnete ihn aus, weil er als Weißer in diese Band aufgenommen wurde, obwohl es zu dieser Zeit genügend arbeitslose afroamerikanische Altsaxophonisten gab. Gleichzeitig arbeitete er mit dem Pianisten Lennie Tristano und dem Tenorsaxophonisten Warne Marsh zusammen und nahm 1949 mit ihnen und Billy Bauer erste freie Improvisationen auf (insbesondere „Intuition“ und „Digression“, auf Crosscurrents).
Ab Anfang der 1950er entfernte er sich vom Cool Jazz: „Seine weit geschwungenen Achtel-Ketten folgen primär motivischen Entwicklungsmöglichkeiten und Idealen der inneren Symmetrie.“ Konitz arbeitete 1951 in Schweden (Sax of a Kind, Americans in Sweden); 1952 spielte er in Kanada mit Tristano, dann in Stan Kentons Band 1952 bis 1954; als Solist ist er 1952 zu hören auf New Concepts of Artistry in Rhythm. 1953 entstanden Aufnahmen mit Gerry Mulligan. 1954/55 leitete er in New York und Boston eigene Gruppen. Im Sommer 1955 trat er mit Tristano in einem New Yorker Restaurant auf, die Aufnahmen erschienen unter dem Titel Lennie Tristano auf Atlantic. Im Januar 1956 ging er auf Europatournee mit Hans Koller, Lars Gullin und Zoot Sims. Trotz seines künstlerischen Erfolges ging er damals aber immer wieder bürgerlichen Tätigkeiten nach, um sich die künstlerische Freiheit zu bewahren.
Konitz, der in den 1950er Jahren zahlreiche Polls gewann, konzentrierte sich Anfang der 1960er Jahre für eine Weile auf die Tätigkeit als Lehrer in Kalifornien. 1964 trat er erneut mit Tristano auf. 1965 stand er mit einem viel beachteten Solo über Donna Lee im Mittelpunkt eines auch auf Platte dokumentierten Parker-Gedächtniskonzertes in der Carnegie Hall. Er nahm wieder mit Mulligan und mit Bill Evans (Revelation) auf. Auch spielte er 1965/66 sowie 1968/69 mit verschiedenen, auch europäischen Musikern auf europäischen Festivals, darunter den Berliner Jazztagen. In dieser Zeit lebte er bei Freunden in Lörrach.

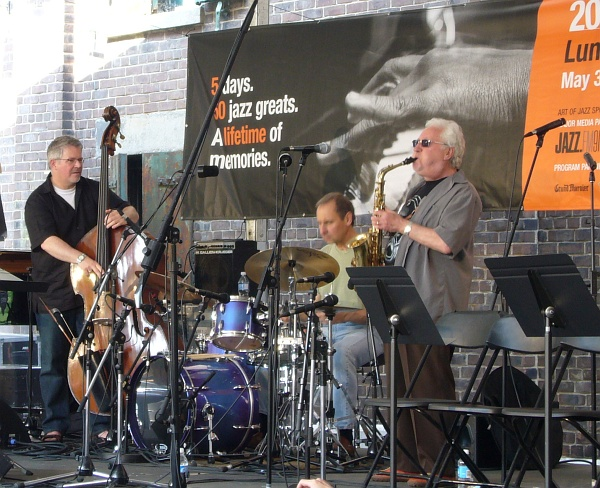
Lee Konitz in Toronto (2007)

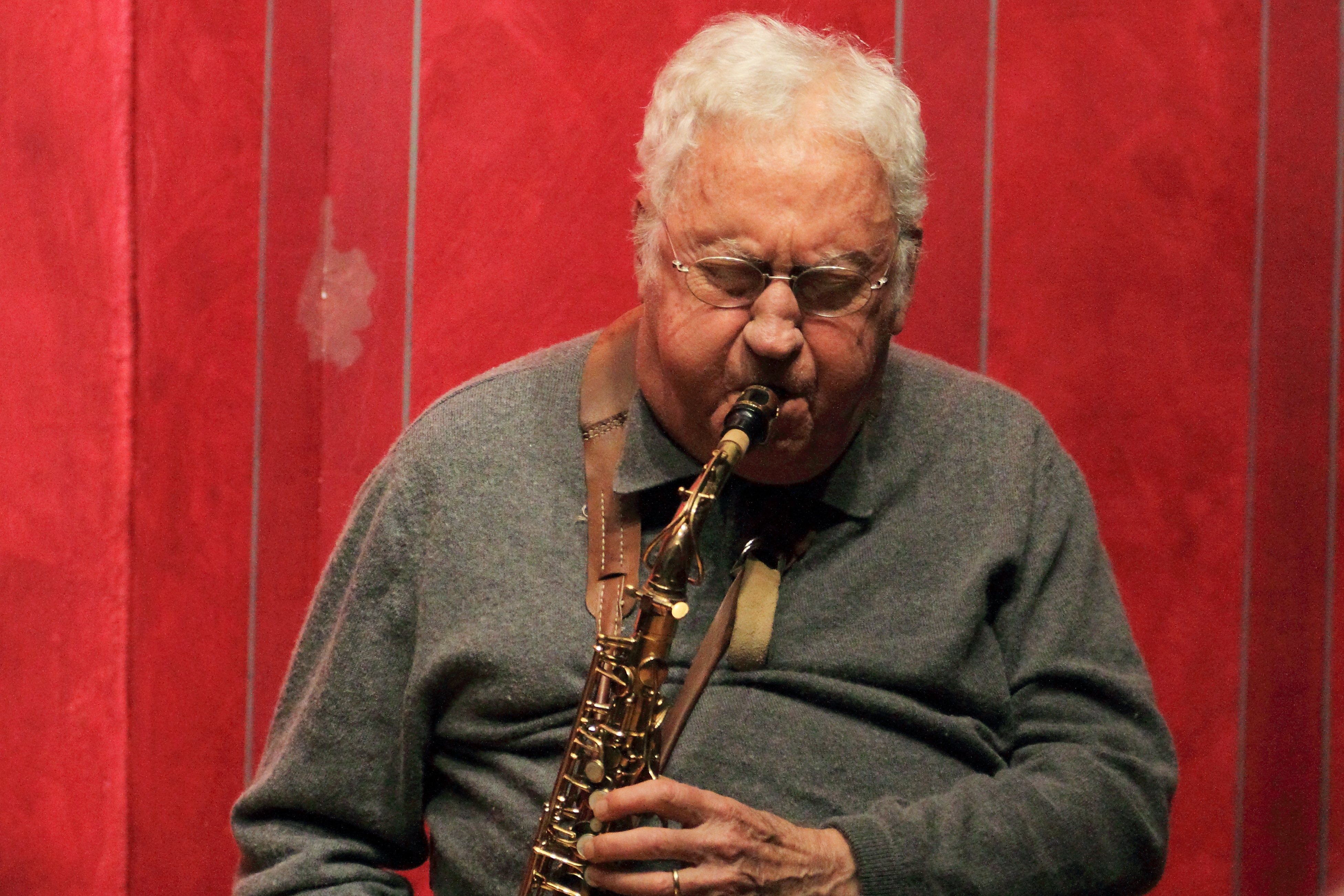
Lee Konitz im „Roten Saal“ von Schloss Mergentheim 2015

Ende der 1960er Jahre zog es Konitz wieder zur Lehrtätigkeit zurück. Nach einigen Europareisen, Festivalauftritten, u. a. in Japan (1972), New York (1973), Berlin (1973) und Antibes (1974) und wenigen Plattenveröffentlichungen trat er erst Mitte der 1970er Jahre wieder regelmäßiger in Erscheinung. Von 1975 bis 1983 leitete er – zunächst im New Yorker Stryker’s Club – ein Nonett, mit dem er 1979 auch Europa besuchte (Live at Laren), wo er auch mit Karl Bergers Woodstock Ensemble auftrat. 1980 tourte er mit dem Orchester von Gil Evans. Als Lehrer wirkte Lee Konitz 1979/80 häufig in Kanada. Auch in den 1980er Jahren blieb er trotz verstärkter Lehrtätigkeit an Colleges, der New York University und später auch in Philadelphia international präsent.
Konitz nahm mehr als 150 Alben auf, als Leader und als Sideman. Ab den 1960er Jahren spielte er vermehrt in Europa Clubkonzerte in kleinen Formationen, häufig nur von einem Pianisten begleitet. 1972 gastierte er bei Charles Mingus and Friends in Concert; 1974 spielte er eine bis heute beachtenswerte Soloaufnahme „Lone Lee“ ein. Ein sehr großer Erfolg war die Reunion mit Warne Marsh Ende 1975. Ab 1980 tourte er bis ins hohe Alter regelmäßig durch die Jazzclubs Europas; er war oft im Studio mit jungen Formationen (z. B. in Franz Koglmanns We Thought About Duke oder dem Trio Minsarah um Florian Weber), verfolgte aber auch Avantgardeprojekte mit avancierten Musikern wie Andrew Hill, Attila Zoller, Derek Bailey oder dem Theo Jörgensmann Quartet. Konitz, der zeitweise in Köln lebte, zeigte sich auch für Musik von Debussy, Satie und Bach offen; gemeinsam mit einem Streichquartett und Ohad Talmor ging er mit dem Lee Konitz String Project auf Tournee und improvisierte über Musik des französischen Impressionismus. Im November 2000 spielte Konitz mit dem Brandenburgischen Staatsorchester bei zwei Konzerten in Frankfurt (Oder) und Potsdam das für ihn geschriebene Konzert Prisma von Günter Buhles.
Maßstabsetzende Duoaufnahmen zogen sich wie ein roter Faden durch sein Lebenswerk: Angefangen mit Billy Bauer (Rebecca, 1950) folgte die Zusammenarbeit mit Gitarrist Jim Hall, den Posaunisten Albert Mangelsdorff und Jiggs Whigham, Tenorsaxofonist Joe Henderson oder Pianist Frank Wunsch. Die LPs und CDs von Konitz erschienen bei großen Labels wie Universal, oft auch bei unabhängigen Labels wie z. B. Philology in Italien (Duoeinspielung mit Franco D’Andrea), Nabel, Pirouet und Enja in Deutschland, Nato in Frankreich oder HatHut Records in der Schweiz.
Konitz starb im April 2020 während der COVID-19-Pandemie in New York City im Alter von 92 Jahren in Greenwich Village an den Folgen einer SARS-CoV-2-Infektion.

## Auszeichnungen und Preise
1992 erhielt er den hochdotierten Jazzpar-Preis. 1998 wurde sein Album Motion (1961) in die Wireliste The Wire’s “100 Records That Set the World on Fire (While No One Was Listening)” aufgenommen. 2009 erhielt er die NEA Jazz Masters Fellowship, die wichtigste Auszeichnung für amerikanische Jazzmusiker. 2013 wurde ihm die German Jazz Trophy verliehen. 2015 wurde er in die Down Beat Hall of Fame aufgenommen.

## Diskographische Hinweise
- Lee Konitz With Warne Marsh (Atlantic, Storyville, 1955)
- Zo-Ko-Ma Attila Zoller, Lee Konitz, Albert Mangelsdorff 1968 MPS
- Motion (Verve, 1961; mit Elvin Jones und Sonny Dallas)
- Lee Konitz/Albert Mangelsdorff Art of The Duo (Enja, 1983)
- Lee Konitz/Frank Wunsch Into It (Westwind, 1995)
- Lee Konitz/Attila Zoller/Don Friedman: Thingin (HatHut, 1996)
- Lee Konitz & The Axis String Quartet Play French Impressionist Music (Palmetto, 2000)
- Walter Lang/Lee Konitz Ashiya (Pirouet, 2007)
- Live at Birdland (ECM, 2009; mit Brad Mehldau, Charlie Haden und Paul Motian)
- Enfants Terribles – Live at the Blue Note (Half Note Records, 2011; mit Gary Peacock, Joey Baron und Bill Frisell)
- Lee Konitz Nonet Old Songs New (Sunnyside Records 2019)

als Sideman
- Lennie Tristano Crosscurrents
- Miles Davis Birth of the Cool (Capitol)
- Ralph Burns Free Forms
- Kenny Wheeler Angel Song (ECM)